# Karel Hynek Mácha
Karel Hynek Mácha (16 de noviembre de 1810-5 de noviembre de 1836) fue un narrador y poeta checo del Romanticismo, autor del poema «Mayo» («Máj»), el más reconocido de la poesía romántica de esta cultura. A Mácha se le considera el iniciador de la poesía checa moderna.

## Vida
Nacido en 1810 cerca de la colina de Petřín, en el barrio praguense de Malá Strana, de una familia humilde, Karel Mácha comenzó sus estudios de enseñanza secundaria y es allí donde escribió sus primeros poemas, en los que utilizó el alemán, aunque es significativo que a los diecinueve años cambiara su nombre de nacimiento Ignatz por su equivalente checo Hynek. Más tarde estudió Derecho en la Universidad Carolina de Praga, aunque sus inclinaciones se decantaban por la filosofía y por la amistad con Josef Jungmann, el gran lingüista que redactara un modélico diccionario alemán-checo, y el dramaturgo Josef Kajetán Tyl. 
Es en este ambiente favorable en el que comienza a escribir su poesía en checo, idioma al que ya no renunciará. Viajero infatigable, en busca de paisajes románticos, en 1834 viaja a Italia para conocer Venecia y Florencia. Por esta época, en los círculos literarios y teatrales de Josef Tyl, conoce a Marinka Stíchova, para quien escribe en 1833 el poemario Los nomeolvides de Sázava. Al año siguiente encuentra al que había de ser su amor más pasional, el de Eleonora (Lori, como él la llamó) Somková, a quien dejó encinta cuando ya sus sentimientos hacia ella se habían apagado. Sin embargo, Macha se prometió en matrimonio con ella, concertándose la boda para el 8 de noviembre de 1836, aunque la muerte prematura del poeta impidió que se celebrara.
Karel Macha se trasladó a la ciudad de Litoměřice, al norte de Bohemia, poco después de haber finalizado sus estudios de Derecho, con la intención de instalarse en esta ciudad con Eleonora Somková y su recién nacido hijo.

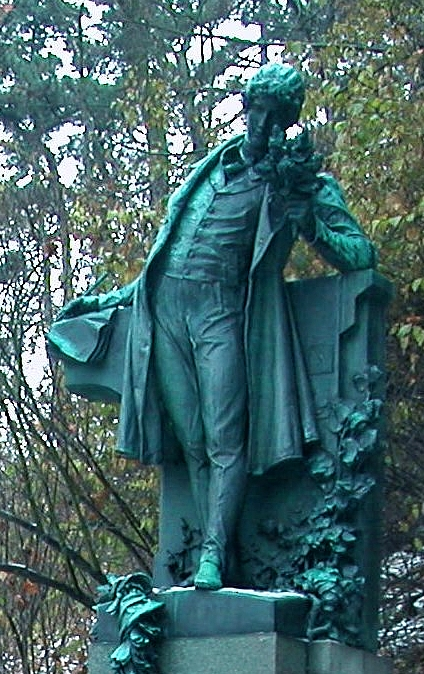
Estatua de Mácha en Praga.

Entre sus proyectos truncados estaban la escritura de un tratado de geografía checa basado con la experiencia que le habían proporcionado sus numerosos viajes por el país de los checos. Se desconoce a ciencia cierta el motivo de su muerte. Se ha especulado que pudo ser una pulmonía o el cólera. Lo cierto es que muere en Litoměřice, donde sería enterrado.
En 1910, centenario del nacimiento del poeta se erigió en la colina Petřín donde nació, una escultura que le representa aspirando el aroma de unas flores.

## Obra
En abril de 1836, poco antes de morir, el poeta editó con sus propios medios una corta tirada de la obra que le haría ser considerado el poeta romántico checo por antonomasia, «Mayo» (en checo, «Máj»). Sin embargo, en el momento de su publicación, fue recibido con duras críticas, pues lo consideraban escasamente patriótico. Solo a mediados de siglo, sería enarbolado como estandarte de una nueva generación poética cuyo manifiesto se publicaría en una revista titulada Mayo en alusión al poema de Mácha, cuyo retrato aparecía en la portada. Los escritores agrupados en torno a esta publicación serían conocidos como Escuela de Mayo.
Este poema ha gozado en Chequia de centenares de ediciones y ha sido traducido a numerosas lenguas. Curiosamente, el manuscrito original del poema, que se creyó perdido, reapareció en 1965 en la biblioteca de Josef Prazák, entre las hojas de un libro de poemas de otro autor checo de la primera mitad del siglo veinte, František Halas.
En «Mayo», ambientada en las cercanías del romántico castillo de Bezdez, se cuenta la historia de un bandolero llamado Vilém, que acaba matando a su rival por el amor de Jarmila, para darse cuenta trágicamente de que este era su padre. Vilém es ajusticiado y Jarmila muere ahogada en un lago próximo al castillo.
Herman Skrivánek musicó «Mayo» en 1836 y por este camino le siguieron otros compositores como Jaroslav Kricka, Josef Bohuslav Foerster y Vítězslav Novák, que compusieron poemas sinfónicos inspirados en esta obra.
Escribió también obras en prosa, como Cuadros de mi vida, un colección de estampas autobiográficas, y la novela Gitanos.